# El Sharkia SC
El Sharkia Sporting Club w skrócie El Sharkia SC (ar. نادي الشرقية الرياضي) – egipski klub piłkarski grający w egipskiej trzeciej lidze, mający siedzibę w mieście Az-Zakazik.

## Stadion
Domowe mecze klub rozgrywa na stadionie Banha Stadium w Az-Zakazik. Stadion może pomieścić 12000 widzów.

## Reprezentanci kraju grający w klubie
Stan na styczeń 2023.
| - Ayman Abdel-Aziz - Ali Afify - Abdel Halim Ali - Amr El-Hadidy - Mohamed El-Mahaly - Hussein El-Shahat - Hossam Hassan | - Hashem Kandoura - Daoud Nasr - Tawfik Sakr - El-Moatasem Salem - William Jebor - Emad Ayoub |